# ISS-Expedition 23
ISS-Expedition 23 ist die Missionsbezeichnung für die 23. Langzeitbesatzung der Internationalen Raumstation (ISS). Die Mission begann mit dem Abkoppeln des Raumschiffs Sojus TMA-16 von der ISS am 18. März 2010. Das Ende wurde durch das Abkoppeln von Sojus TMA-17 am 2. Juni 2010 markiert.

## Mannschaft

### Flugbesatzung
- Oleg Walerjewitsch Kotow (2. Raumflug), Kommandant (Russland/Roskosmos) (Sojus TMA-17)
- Sōichi Noguchi (2. Raumflug), Bordingenieur (Japan/JAXA) (Sojus TMA-17)
- Timothy John Creamer (1. Raumflug), Bordingenieur (USA/NASA) (Sojus TMA-17)

ab 4. April 2010:
- Alexander Alexandrowitsch Skworzow, (1. Raumflug), Bordingenieur (Russland/Roskosmos) (Sojus TMA-18)
- Tracy Ellen Caldwell-Dyson (2. Raumflug), Bordingenieurin (USA/NASA) (Sojus TMA-18)
- Michail Borissowitsch Kornijenko (1. Raumflug), Bordingenieur (Russland/Roskosmos) (Sojus TMA-18)

Nach der Abreise von Kotow, Noguchi und Creamer übernahm Skworzow das Kommando und bildete mit Caldwell-Dyson und Kornijenko die anfängliche Crew der ISS-Expedition 24.

### Ersatzmannschaft
Seit Expedition 20 wird wegen des permanenten Trainings für die Besatzungen keine offizielle Ersatzmannschaft mehr bekanntgegeben. Inoffiziell gelten die Backup-Crews der beiden Sojus-Zubringerraumschiffe TMA-17 und TMA-18 (siehe dort) als Ersatzmannschaft der Expedition 23. In der Regel kommen diese Crews dann jeweils zwei Missionen später selbst zum Einsatz.